# Egyptian Riddim
Der Egyptian Riddim ist ein Dancehallriddim. Produziert wurde er im Jahre 2003 von den Jamaikanern Donovan Vendetta Bennett und Daniel Blaxx Lewis. Er ist auf dem Label Blaxxx Productions und als Greensleeves Rhythm Album #40 erschienen. Auf dem Riddim haben viele bekannte Dancehallkünstler Songs gesungen bzw. getoastet, u. a. Sean Paul, Wayne Marshall und Elephant Man.

## Beschreibung
Der elektronisch produzierte Riddim setzt sich aus einem indisch-orientalischen Beat und verschiedenen Perkussions zusammen. Taktgebend ist ein tiefer langer Einzelbass. Dieser wird von Tabla- und Dholrhythmen begleitet wird. Darüber liegt eine weiche orientalisch wirkende Melodie. Der Ton der Melodie ähnelt einer Shehnai.
Beide Produzenten haben jeweils eine eigene Version produziert. Der Riddim von Vendetta Bennett wechselt zwischen Melodieparts und Teilen die nur aus langsamen Rhythmen bestehen, begleitet von einer sehr minimalen Melodie aus kurzen elektronischen Tönen. Die Version hat eine Geschwindigkeit von 110 BPM.
Die Version von Daniel Lewis besteht aus einem wiederkehrenden Loop, begleitet von einem wiederholenden kurzen gesungenen Laut einer Frau und ist 116,3 BPM schnell.

## Künstler/Lied
| Interpret                  | Titel                        | Jahr |
| -------------------------- | ---------------------------- | ---- |
| Daniel „Blaxx“ Lewis       | Egyptian Riddim Instrumental | 2003 |
| Donavan „Vendetta“ Bennett | Egyptian Riddim Instrumental | 2003 |
| Assassin                   | It’s A Girl Thing            | 2003 |
| Bling Dawg                 | Pure Gal                     | 2003 |
| Bounty Killer              | Warlord Vex                  | 2003 |
| Buccaneer                  | Gal Yuh Nah                  | 2003 |
| Elephant Man               | Egyptian Dance (Bosstune)    | 2003 |
| Frisco Kid                 | Grind It Off                 | 2003 |
| General Degree             | Hotties                      | 2003 |
| Junior Kelly               | Tek Them On                  | 2003 |
| Kid Kurrupt                | Sake A Dat Gal               | 2003 |
| Looga Man & Mossy Kid      | Draw Wi Out                  | 2003 |
| Madd Anju                  | Get Up Nuh                   | 2003 |
| Nicky B.                   | Roll out                     | 2004 |
| Regan                      | Just For Girls               | 2003 |
| Sean Paul                  | Get With It Girl             | 2003 |
| Sizzla                     | These Are The Days           | 2003 |
| Spragga Benz & Brigadiere  | Clean It Up                  | 2003 |
| T.O.K.                     | Coulda Wha                   | 2003 |
| Vybz Kartel                | Sweet To The Belly           | 2003 |
| Ward 21 & Determine        | Girls In Girls Out           | 2003 |
| Wayne Marshall             | I Will Love The Girls        | 2003 |